# Двуколка

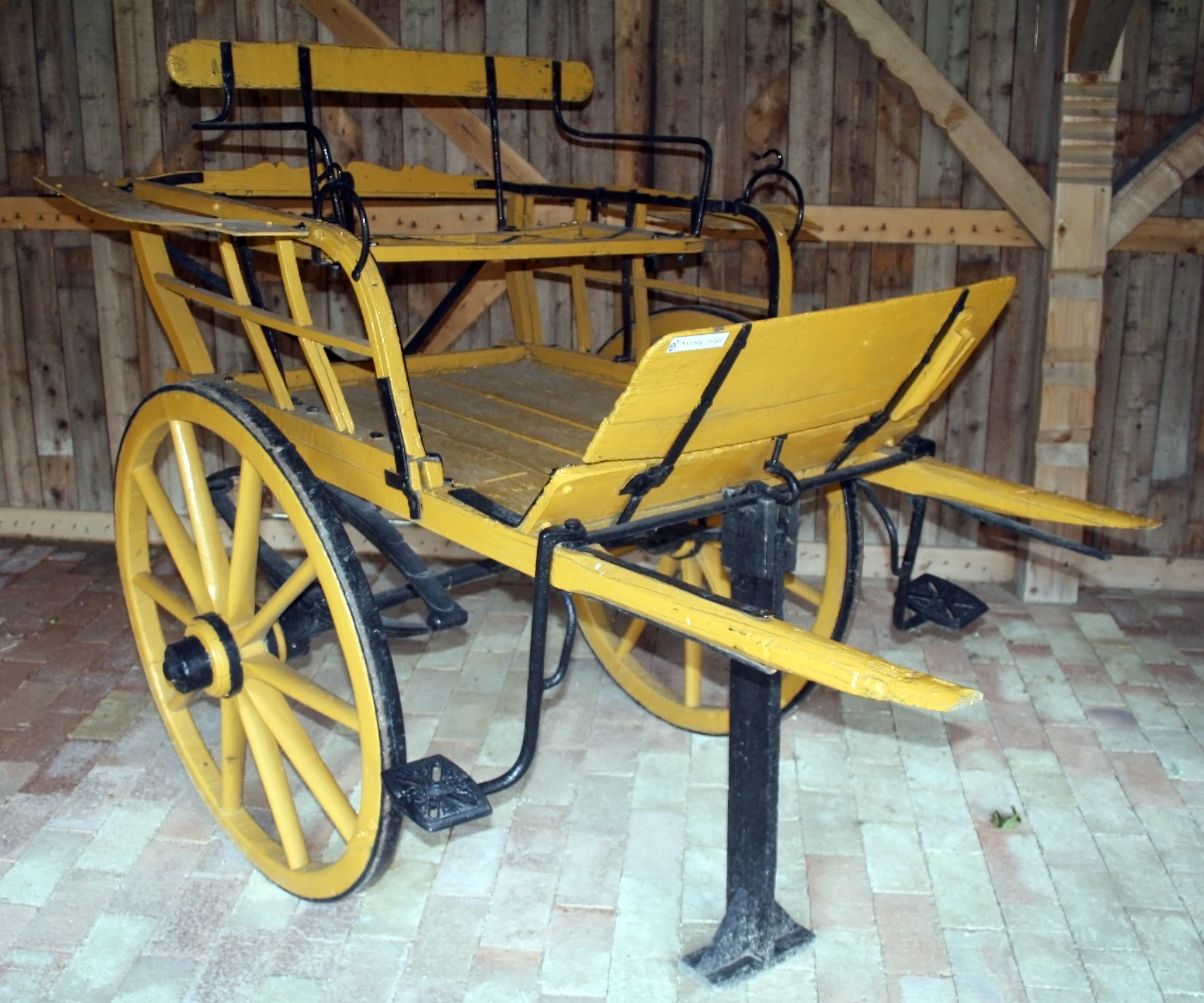
Двуколка.

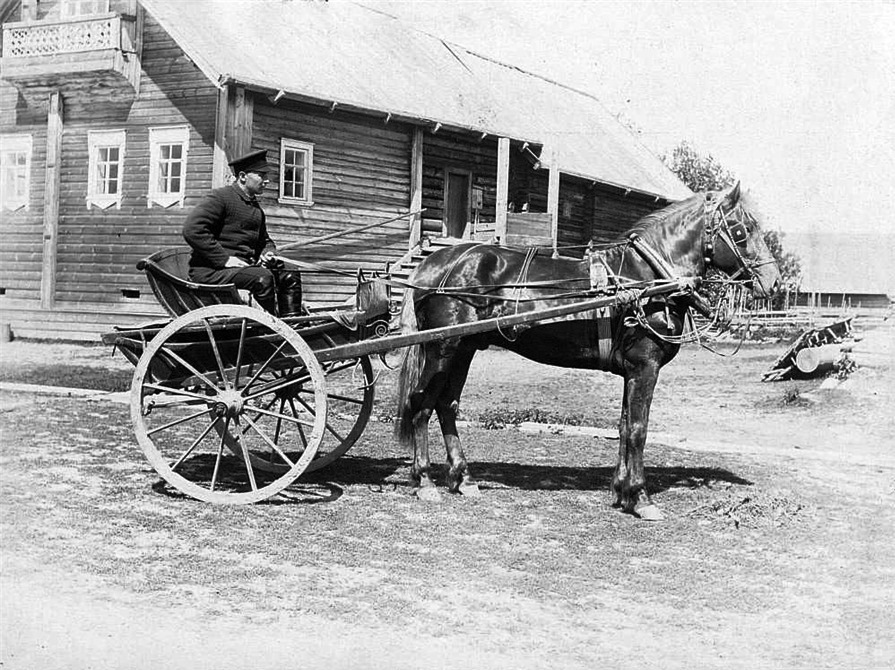
Олонецкая губерния, 1899 год/

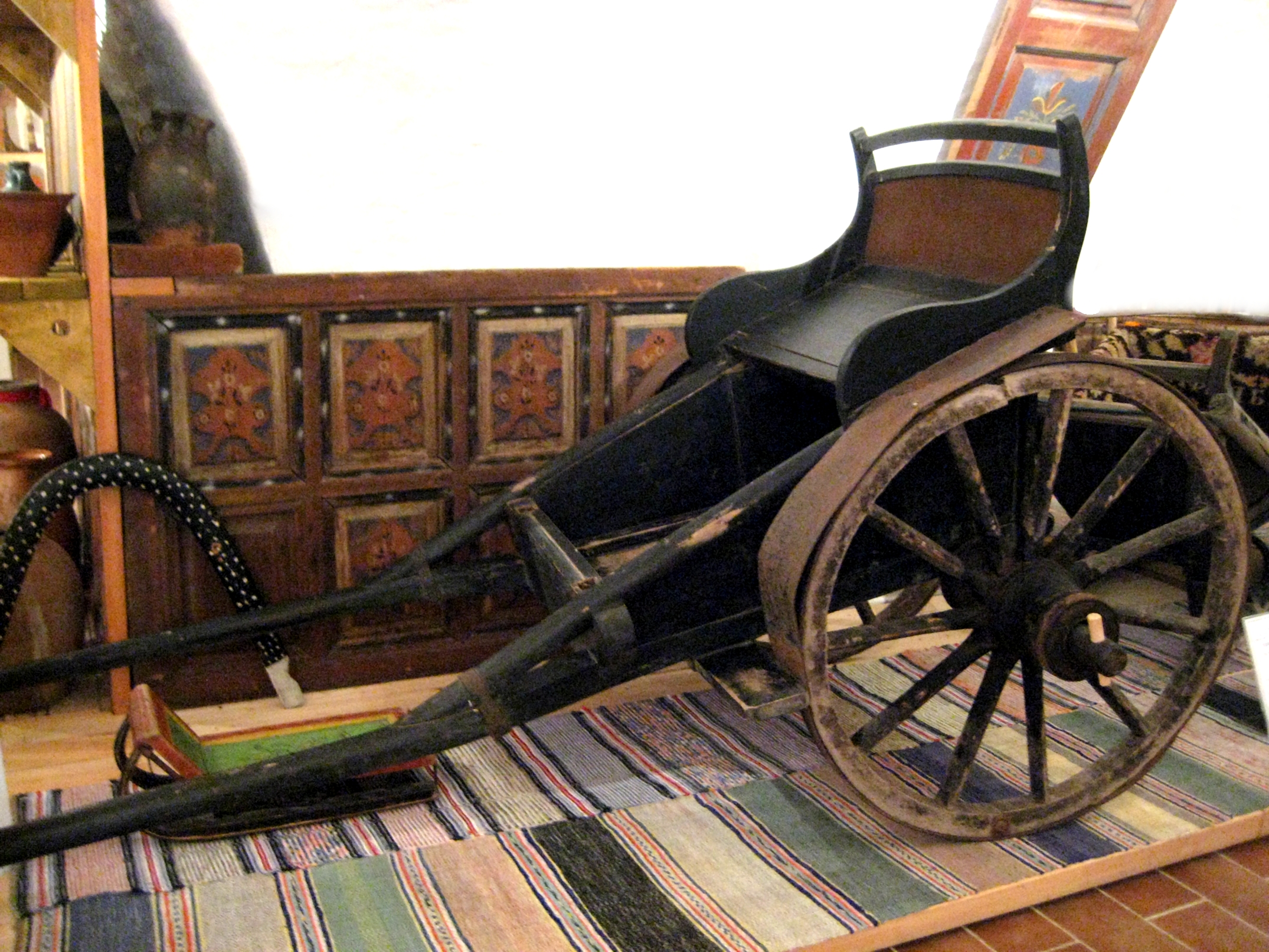
Двуколка. Конец XIX века.

Двуколка «Бестужевка». Экспонат Кяхтинского краеведческого музея.

Двуколка (двоеколка) — двухколёсная конная повозка.

## Этимология
Термин двуколка образован от прилагательного двуколый, что значит двухколесный, образованного от дву — два и коло — колесо.

## Описание конструкции
Двуколки могут быть безрессорными, рессорными на двух или трёх рессорах. Используются две продольные рессоры или две продольных и одна поперечная рессоры. Колёса двуколки могут быть как с металлическими, так и с резиновыми шинами. Ширина шин — порядка 40—45 миллиметров, толщина металлических шин — около 8 миллиметров. Диаметр колес — от 720 до 900 миллиметров. Обод колеса сечением 40 х 40 или 45 х 45 миллиметров может быть цельнотянутый или составной. Ширина колеи двуколки — около одного метра.
Кузов двуколки зачастую изготовляется из узких досок или фанеры, в передней части устанавливается щиток для защиты пассажиров от грязи. С той же целью двуколки оборудуются металлическими щитками над колёсами. Под сиденьем двуколки может находиться ящик для вещей и инструментов.

## Использование

### В военном деле
В конце XIX — начале XX века в военном деле двуколки использовались в обозе в качестве аптечных, санитарных, снарядных, патронных, пулемётных повозок, а также для перевозки личного состава. Для перевозки горюче-смазочных материалов и прочих жидкостей служила специальная двуколка, именуемая «бидонной».

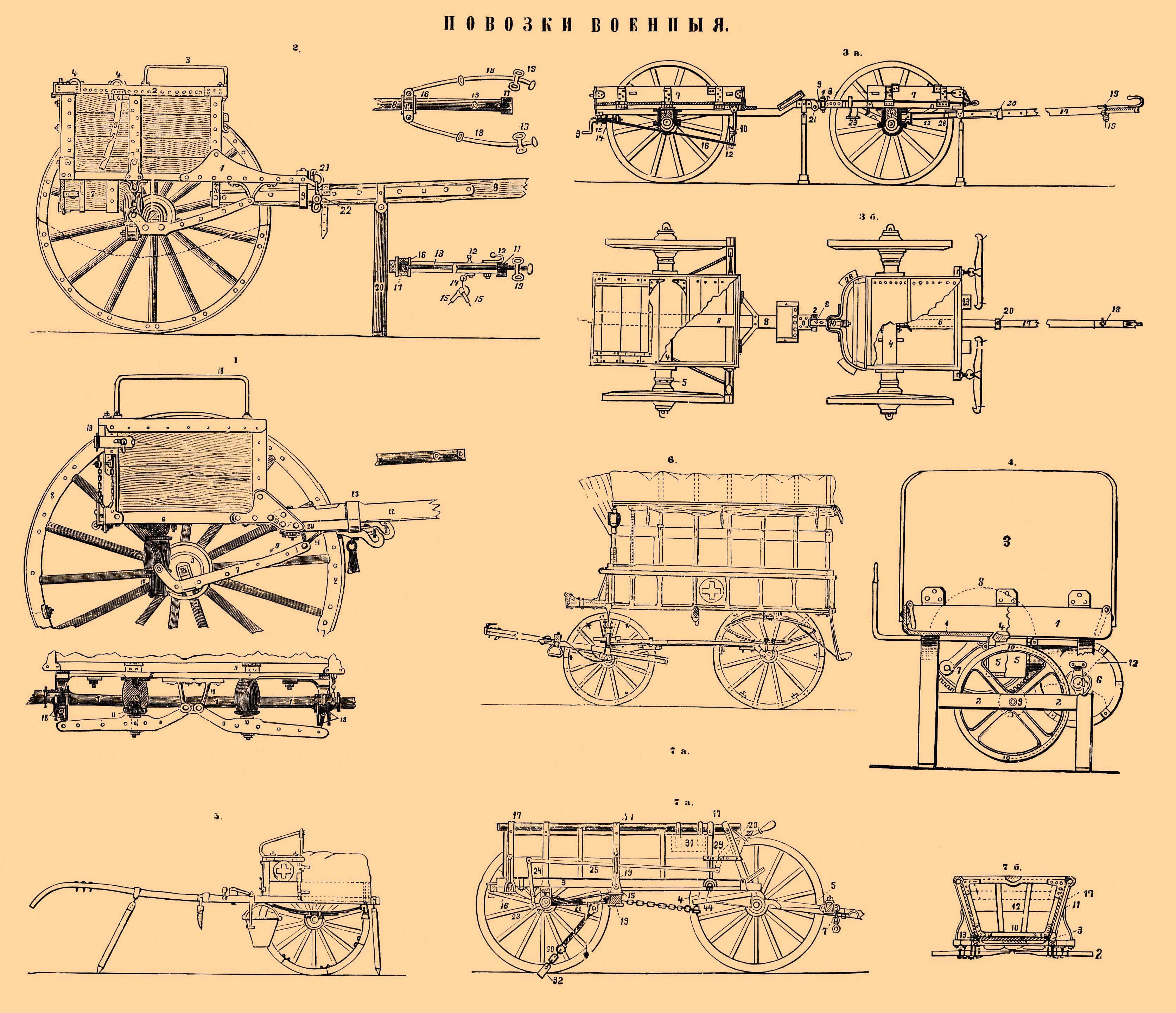
Повозки военные.